# Praxelis diffusa
Praxelis diffusa là một loài thực vật có hoa trong họ Cúc. Loài này được (Rich.) Pruski miêu tả khoa học đầu tiên năm 1998.